# خوزه رامون گالگو
خوزه رامون گالگو (انگلیسی: José Ramón Gallego؛ زادهٔ ۷ اوت ۱۹۵۹) بازیکن فوتبال اهل اسپانیا است.
از باشگاه‌هایی که در آن بازی کرده‌است می‌توان به باشگاه فوتبال دپورتیوو آلاوس، باشگاه فوتبال اتلتیک بیلبائو، باشگاه فوتبال کوردوبا، و باشگاه فوتبال اتلتیک بیلبائو بی اشاره کرد.
وی همچنین در تیم ملی فوتبال زیر ۲۱ سال اسپانیا بازی کرده‌است.